# 장 칼뱅의 성경관

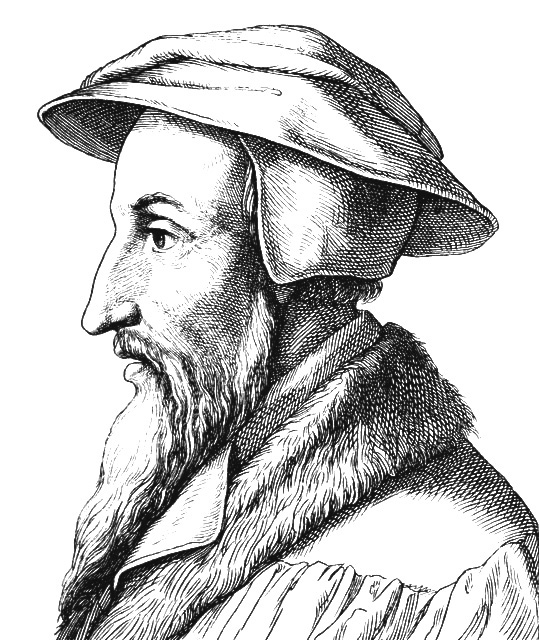
장 칼뱅의 초상화, 1854년.

장 칼뱅의 성경관(John Calvin's view of Scripture)은 장 칼뱅의 신학의 체계 가운데서 가장 중요한 신학의 원리를 제공한다. 이런 그의 신학의 근원은 바로 오직 성경을 통하여 구축되었다. 칼뱅은 기독교 강요 1권 6장-12장에서 자신의 성경관을 자세히 다루고 있다. 종교 개혁가 장 칼뱅은 루터의 전통을 더욱 발전시켜 모든 사람들의 삶의 영역에서 성경을 구체적이며 실천적으로 사용하는 것을 이룩하였다. 칼뱅에 따르면 성경은 하나님의 말씀으로 신학뿐만 아니라 하나님의 모든 통치 영역에서도 유일한 원리(라틴어: unicum principium)라고 한다.

## 신학의 원리로서의 성경
루터의 사상을 따르는 칼뱅은 성경을 하나님의 말씀이라고 한다. 루터가 체험적인 신학을 실존적으로 주장한 반면 칼뱅은 자신의 신학의 원리로서 성경을 유일한 원리로 본다(라틴어: scriptura est unicum principium theologiae). 그는 참된 신학의 길은 성경을 아는 것이리고 한다. 칼뱅은 하나님의 성령으로부터 어떤 유익이나 은혜를 받기위하여 성경 읽기를 권한다. 칼뱅이 강조하는 것은 사상의 근원적인 원리를 성경에서 찾아야 한다는 것이다. 생각과 말에 대한 확실한 규칙(regula)을 성경에서 찾는 것, 마음속의 생각과 입에서 나오는 말이 성경과 일치해야 하는 것을 주장한다.

## 성경의 열쇠로서의 기독교 강요
기독교 강요는 삼위 하나님을 아는 성경의 열쇠였으며， 강요는 성경을 가리켜 주는 칼뱅의 집게 손가락으로 학자들은 본다. 강요에서 있어서 성경의 수많은 사용이 칼뱅이 성경의 신학자임을 증명하는 것이다. 성경은 칼뱅에게 있어서 그의 신학의 출발점이며 또한 신학이 궁극적으로 따라야 할 모델이 되기도 한다. 그는 모든 문제를 성경에서 시작하여 성경의 예를 찾았으며，성경이 요구하는 방식대로 성경이 의도하는 가르침을 순수하게 탐구하였고 성경이 멈추는 곳에서 자신의 한계를 알고 겸손하게 떨었다. 그러므로 벤저민 워필드와 같은 칼뱅 연구가들은 그를 가리켜 성경의 신학자로 부른다. 성경은 그의 신학의 토대에 있어서， 신학의 방법에 있어서，기독교의 모든 문제에 대한 궁극적 판단에 있어서 유일한 최고의 권위로서 받아들여졌다. 칼뱅은 하나님에 대한 모든 것을 탐구할 때에 주의 말씀만이 우리를 인도할 수 있는 유일한 길이며， 우리가 주께 대하여 보아야 할 모든 것을 보려고 할 때에 우리의 눈을 비추어 주는 유일한 빛은 오직 주의 말씀뿐이라는 사실을 알아야 한다고 주장한다

## 성경의 제자로서 순종
성경은 바로 하나님을 알아가는 수단이며 규칙이 되기 때문이다. 성경은 하나님의 입에서 나오는 하늘 교훈이다. 하나님의 말씀은 하나님의 자녀들을 가르치는 학교라고 한다. 성경은 필요하고 유익한 지식은 하나도 빠뜨리지 않는 동시에 유익한 지식이 아니면 아무것도 가르치지 않는 성령의 학교라고 한다. 칼뱅은 우리가 하나님의 말씀에 순종하는 성경의 제자가 먼저 되어야 한다고 한다. 그는 인간들이 하늘이나 땅에서 보이는 자연 계시를 통하여 하나님을 알 수 없기 때문에 말씀을 가리켜 하나님의 자녀들을 가르치는 학교로 삼으셨다고 했다. 하나님의 백성들은 성경의 학생으로 말씀을 통하여 하나님을 배우고， 순종하며 경외하게 된다고 한다. 칼뱅은 말하기를 누구든지 성경의 제자가 되지 아니하면 참되고 건전한 교리를 조금도 얻을 수 없다고 한다. 칼뱅은 성령은 성도의 내적 교사라고 말한다.

## 성경의 필요성: 하나님과 그리스도를 아는 지혜로서의 성경
칼뱅에 의하면 성경은 안경의 역할처럼 창조주 하나님을 분명하게 보여 준다. 하나님에 대한 지식을 제공해 주며，어리석음을 제하여 주고，참 하나님을 보여 준다고 한다. 부패한 우리 인간의 마음은 그 연약함으로 인해서 오직 하나님의 거룩한 말씀의 도움이 없는 한 도저히 하나님께 다가올 수가 없다고 한다.
또한 성경은 우리로 하여금 구원자 예수 그리스도를 알려 주는 책이다. 성경은 그리스도를 중보자로 삼는 신앙과 회개의 특수한 교리가 있는 하나님의 말씀으로 말한다. 요한복음 5장 39절의 주석에서 칼뱅은 그리스도에 대한 지식은 성경 이외에 알 수 없다고 하고， 우리는 그리스도를 발견할 명확한 목적을 가지고 성경을 읽어야 한다고 한다.

## 성경의 권위
종교개혁자들에 있어서 권위는 교회와 사제 그리고 교황에 반대한 성경이었다. 에벨링은 종교개혁의 귀중한 유산으로 sola scriptura을 말한다. 그들에게 있어서 성경의 권위는 새로운 역사를 변화시키는 귀중한 도구였다. 칼뱅은 성경의 권위를 존귀히 여기며 받아들이도록 우리의 마음을 준비해야 한다고 한다. 성경은 하늘로부터 기원했다라고 간주해야 한다고 한다. 거기서 말씀하시는 하나님의 명예를 떨어뜨려서는 안 된다고 한다. 오늘날 하나님의 성언이 매일 내려오지 않기 때문에 우리는 그의 진리를 영원히 보존하는 것이 그를 기쁘게 하는 것이라고 한다.
우리가 하나님의 말씀을 넘어가서는 안되는 근본적 신학적 근거는 우리가 가진 제한된 지식뿐만 아니라 부패된 이성을 가지고 있기에， 우리는 하나님의 말씀을 넘어가려는 교만으로 인해 참된 하나님의 교훈을 알지 못한다고 한다. 칼뱅은 우리가 말씀의 한계를 넘는 순간 바른 길을 벗어나 암흑 속으로 들어가기 때문이며， 거기서 반드시 헤매며 미끄러져 넘어진다는 것이다. 따라서 우리가 하나님의 말씀이 알려주는 것 이외의 것을 알려고 하는 것은 길 없는 황야를 걸어가려는 것이거나, 또는 어두운 데서 무엇을 보려고 하는 것 못지않게 어리석은 것이라고 한다.

## 신학의 탐구를 위한 성경
칼뱅은 신학은 탐구하는 자의 의무는 귀를 즐겁게 하는 자가 아니며， 진실하며， 확실하고 유익한 것을 가르침으로써 양심을 강화시키는 것이라고 한다. 이런 사람은 하나님을 기뻐하는 자며， 성령님에 의해 인도함을 받는자이다. 성령께서 우리에게 성경 속에 하나님의 위엄이라는 확실한 능력이 살아서 호흡하고 있는 느끼게 하고， 바로 이 힘에 의해서 성도들은 의식적으로 하나님께 순종하되， 어떤 인간의 의지나 지식에 의한 것보다 더 생생하고 더 효과적으로 하나님께 순종하게 된다고 한다.

## 같이 보기
- 기독교 강요
- 장 칼뱅
- 장 칼뱅의 신학
- 종교 개혁가들의 신학
- 종교 개혁

## 참고 문헌
- 고광필, 김재흥 (2009). 《칼뱅의 성경해석과 설교, 그리고 묵상》. UBF.
- 안명준, 칼빈의 성경해석학, CLC, 1997
- 안명준, 칼빈해석학과 신학의 유산, CLC, 2009